# Ray Amm
William Raymond "Ray" Amm (Salisbury, Rhodesië, 10 december 1927 - Imola, 11 april 1955) was een Rhodesisch motorcoureur die succesvol was in de jaren vijftig. Hij won driemaal een wedstrijd tijdens de Isle of Man TT.

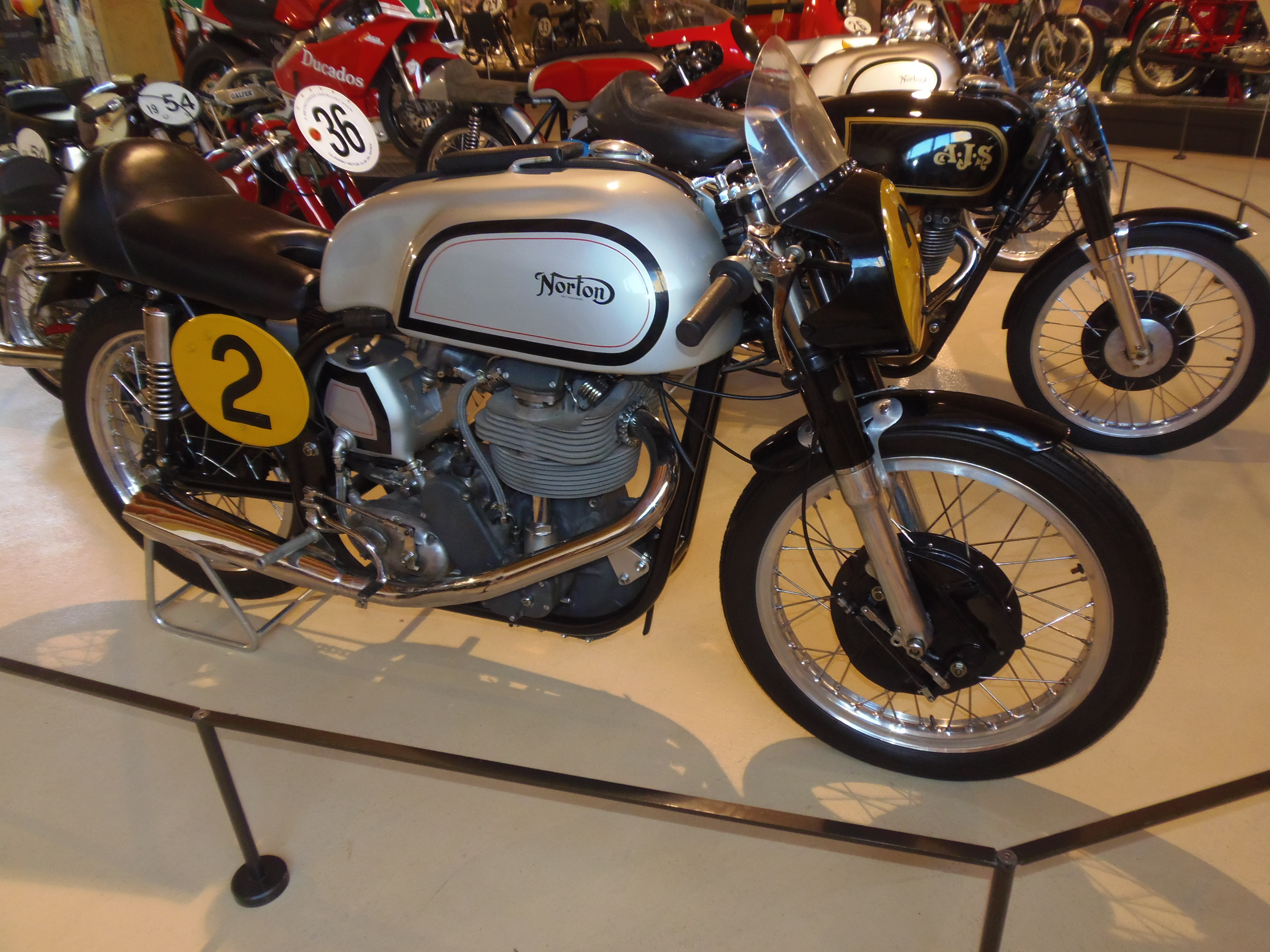
Norton 30M uit 1953

## Races in Afrika
Ray Amm werd geboren in Salisbury, (tegenwoordig Harare) in Rhodesië (tegenwoordig Zimbabwe). Toen hij 17 jaar oud was begon hij met motorfietsen te racen. Kort na de Tweede Wereldoorlog kocht hij een AJS waarmee hij ging grasbaanracen in Rhodesië. In zijn eerste race eindigde hij als laatste. Daarna kocht hij een Triumph en in 1949 reed hij met een Norton. Daarmee startte hij in de belangrijke 200 mijlsrace van Port Elizabeth (Zuid-Afrika). Hij reed de snelste ronde, maar viel terug naar de 17e plaats toen zijn koppeling begon te slippen. In 1950 startte hij opnieuw in Port Elizabeth. Toen won hij de wedstrijd met een nieuw ronderecord. In 1951 won hij de wedstrijd opnieuw ondanks carburatieproblemen. Daarna kreeg hij steun van de Salisbury Motor-Cycle Club om in Europa te gaan rijden. Nog vóór zijn vertrek uit Rhodesië bestelde hij een 350cc-en een 500cc-Norton Manx om deel te nemen aan het wereldkampioenschap van 1951. 

## Wereldkampioenschap wegrace

### 1951
Als voorbereiding en om te trainen kocht hij een 350cc-AJS 7R waarmee hij de 350cc-klasse van de Andreas Racing Association Meeting op het eiland Man won. Tijdens de eerste trainingsdag van de Isle of Man TT van 1951 ontving hij de beide Nortons. Ondanks problemen met het schakelpedaal werd hij zevende in de Junior TT. In de Senior TT werd hij 28e. In de 500cc-klasse in België en de TT van Assen werd hij elfde, in de GP van Frankrijk en de GP des Nations werd hij twaalfde. 

### 1952
In het seizoen 1952 haalde hij zijn eerste wereldkampioenschapspunt met een zese plaats in de 500cc-GP van Zwitserland. De tweede Grand Prix was die van Man. Tijdens de Junior TT crashte hij bij Braddan Bridge, maar in de Senior TT werd hij derde. 

#### Norton fabrieksteam
Nog vóór de TT van Assen van 1952 werd Ray Amm aangetrokken als fabrieksrijder door het team van Norton. In de 350cc-klasse van Assen werd hij tweede achter zijn teamgenoot Geoff Duke, in de 500cc-klasse viel hij uit. In de GP van België werd hij opnieuw tweede in de 350 cc en derde in de 500 cc. Tijdens de GP van Duitsland op de Solitudering viel hij waarbij hij een been brak. Hij keerde pas tijdens de voorlaatste wedstrijd, de GP des Nations op Monza, terug. Daar won hij de 350cc-klasse. In de 500cc-klasse startte hij niet. In GP van Spanje werd hij negende in de 500cc-klasse. Hij sloot het seizoen af als derde in de 350cc-klasse en als tiende in de 500cc-klasse. 

### 1953
In het seizoen 1953 debuteerde hij tijdens de North West 200 met de 350cc-versie van de Norton Silver Fish, een volledig gestroomlijnd model dat ook wel "Amm Sandwich" genoemd werd omdat hij helemaal omsloten was door de druppelstroomlijn en de kuipdelen aan de achterkant van de machine. Hij werd slechts negende. Tijdens de trainingen van de Isle of Man TT reed hij ook met de Silver Fish, maar hij koos in de wedstrijd toch voor de normale Norton Manx. De Silver Fish gaf te veel problemen door zijn zijwindgevoeligheid en ook de keurmeesters van de TT maakten er bezwaar tegen. Met de gewone 350cc-Manx won hij de Junior TT en met de 500cc-versie de Senior TT. In de TT van Assen werd hij in de 350cc-klasse tweede en in de GP van België derde. Daar werd hij tweede in de 500cc-klasse. De Duitse Grand Prix telde na protesten van coureurs niet mee voor de 350- en de 500cc-machines, en tijdens de GP van Frankrijk in Rouen brak Ray Amm een sleutelbeen waardoor het seizoen voor hem afgelopen was. Hij reed in november met de Norton Silver Fish nog wel enkele snelheidsrecords in Montlhéry. Daar reed hij een nieuw uurrecord met 215,2 km. Nadat Geoff Duke in het seizoen 1953 was overgestapt naar het team van Gilera was Ray Amm eerste man bij Norton geworden, maar door zijn sleutelbeenbreuk kon hij slechts vijfde in de 500cc-klasse worden. In de 350cc-klasse werd hij derde, maar hij was toch nog de beste Norton-coureur achter Fergus Anderson en Enrico Lorenzetti, die beiden op een Moto Guzzi Monocilindrica 350 reden. 

### 1954
In het seizoen 1954 won Ray Amm de Junior TT opnieuw, maar ook de Senior TT. Het was een omstreden overwinning want de race werd vanwege de regen na vier ronden gestopt omdat het zicht bij Windy Corner minder dan 20 meter was geworden. Duke had toen al getankt en de organiserende Auto-Cycle Union kreeg van Gilera het verwijt dat men bij Norton wist dat de race gestopt zou worden waardoor Ray Amm zijn tankstop had uitgesteld. Een onzinnige reactie, want Amm was in alle ronden veel sneller dan de Gilera-coureurs. In Ulster waren de weersomstandigheden al even erg als op het eiland Man. Ray Amm won de 350cc-klasse van de Ulster Grand Prix en ook de 500cc-klasse. Die laatste moest vanwege het weer teruggebracht worden van 27 naar 15 ronden en daarom werd ze van de GP-kalender geschrapt. In Duitsland werd hij eerste in de 350 cc en tweede in de 500 cc, in Zwitserland derde in de 350 en tweede in de 500. Zijn laatste race van 1954 was de GP des Nations in Italië waar hij vijfde werd in de 350cc-klasse. Aan het einde van het seizoen was hij in de 350cc-klasse tweede achter Fergus Anderson (Moto Guzzi) en in de 500cc-klasse tweede achter Geoff Duke (Gilera). 

### MV Agusta fabrieksteam
Italiaanse teams als Moto Guzzi, Gilera en MV Agusta contracteerden graag Britse coureurs. Dat had vooral te maken met hun kennis van de 60 km lange Snaefell Mountain Course waar de Isle of Man TT werd verreden. Wereldkampioenschap of niet, de TT van Man was de belangrijkste wedstrijd van het jaar en Italiaanse coureurs kenden de baan niet goed genoeg om er snel rond te gaan. Dat Ray Amm in 1955 naar MV Agusta vertrok had echter niets te maken met circuitkennis, want hij had op Man minder gereden dan de Italiaanse toprijders. Amm was eenvoudig de beste coureur die niet op een Gilera zat. De Norton Manx was in 1954 al aan het einde van zijn krachten, maar Amm was er toch in twee klassen tweede mee geworden. Hij had ook de MV-rijders Dickie Dale en Carlo Bandirola geklopt met de "oude" Norton. Amm had echter al eerder lucratieve contracten uit Italië afgeslagen, omdat hij de Britse motorfietsen trouw wilde blijven. Met het opheffen van het fabrieksteam van Norton in 1955 was dat echter niet meer mogelijk. 

## Overlijden
Ray Amm zou nooit een WK-wedstrijd voor MV Agusta rijden. In 1955 zou de 350cc-MV Agusta viercilinder debuteren en met Pasen reed het team op het Circuit van Imola de Coppa d'Oro Shell Race. In achtervolging op Ken Kavanagh met de Moto Guzzi verloor Ray Amm in de Rivazza bocht de controle over zijn MV Agusta. Op de gladde baan crashte hij en onderweg naar het ziekenhuis overleed hij aan zijn verwondingen. 

## Wereldkampioenschap wegrace resultaten
(Races in cursief geven de snelste ronde aan)
| Jaar | Klasse | Team   | Motorfiets | 1     | 2       | 3       | 4       | 5       | 6        | 7        | 8        | 9        | Punten | Plaats | Overwinningen |                                                | Wereldkampioen |
| ---- | ------ | ------ | ---------- | ----- | ------- | ------- | ------- | ------- | -------- | -------- | -------- | -------- | ------ | ------ | ------------- | ---------------------------------------------- | -------------- |
| 1951 | 350 cc | Privé  | Norton 40M | SPA - | ZWI -   | IOM 9   | BEL -   | NED -   | FRA -    | ULS -    | NAT 10   |          | 0      | -      | 0             | Geoff Duke, Norton 40M                         |                |
| 1951 | 500 cc | Privé  | Norton 30M | SPA - | ZWI -   | IOM 28  | BEL 11  | NED 11  | FRA 12   | ULS -    | NAT 12   |          | 0      | -      | 0             | Geoff Duke, Norton 30M                         |                |
| 1952 | 350 cc | Privé  | Norton 40M | ZWI 6 | IOM DNF |         |         |         |          |          |          |          | 21     | 3e     | 1             | Geoff Duke, Norton 40M                         |                |
| 1952 | 350 cc | Norton | Norton 40M |       |         | NED 2   | BEL 3   | DUI DNS | ULS DNS  | NAT 1    |          |          | 21     | 3e     | 1             | Geoff Duke, Norton 40M                         |                |
| 1952 | 500 cc | Privé  | Norton 30M | ZWI 6 | IOM 3   |         |         |         |          |          |          |          | 9      | 10e    | 0             | Umberto Masetti, Gilera 500 4C                 |                |
| 1952 | 500 cc | Norton | Norton 30M |       |         | NED DNF | BEL 3   | DUI DNS | ULS DNS  | NAT DNF  | SPA 9    |          | 9      | 10e    | 0             | Umberto Masetti, Gilera 500 4C                 |                |
| 1953 | 350 cc | Norton | Norton 40M | IOM 1 | NED 2   | BEL 3   | DUI     | FRA DNS | ULS DNS  | ZWI DNS  | NAT DNS- | SPA DNS- | 18     | 3e     | 1             | Fergus Anderson, Moto Guzzi Monocilindrica 350 |                |
| 1953 | 500 cc | Norton | Norton 30M | IOM 1 | NED DNF | BEL 2   | DUI     | FRA DNF | ULS DNS- | ZWI DNS- | NAT DNS- |          | 14     | 5e     | 1             | Geoff Duke, Gilera 500 4C                      |                |
| 1954 | 350 cc | Norton | Norton 40M | FRA - | IOM DNF | ULS 1   | BEL DNF | NED -   | DUI 1    | ZWI 3    | NAT 5    | SPA -    | 22     | 2e     | 2             | Fergus Anderson, Moto Guzzi Monocilindrica 350 |                |
| 1954 | 500 cc | Norton | Norton 30M | FRA - | IOM 1   | ULS     | BEL DNF | NED DNF | DUI 2    | ZWI 2    | NAT 7    | SPA -    | 20     | 2e     | 1             | Geoff Duke, Gilera 500 4C                      |                |